# Constància de Bretanya
Constància de Bretagne, de vegades esmentada com a Constança de Bretanya (vers 1161 - Nantes, setembre del 1201), filla de Conan IV de Bretanya i de Margarida de Huntingdon, filla d'Enric de Northumberland, príncep d'Escòcia, comte de Northumberland i de Huntingdon, va ser duquessa de Bretanya a partir de 1166 i comtessa de Richmond a partir de 1171.

## Família
Era la filla de Conan IV de Bretanya i de Margarida de Huntingdon, filla d'Enric de Northumberland i germana dels reis d'Escòcia Malcolm IV i Guillem el Lleó.
Es va casar de manera successiva:
- En un primer matrimoni amb Jofré II el 1181, del qual va tenir tres fills.:

1. Alienor (o Elionora), nascuda vers 1182-1184, a qui mantingueren empresonada primer Joan sense Terra i després Enric III d'Anglaterra, de 1202 fins al 10 d'agost de 1241, data de la seva mort a Bristol.
2. Matilda, (1185?-1189?)
3. Artur (1187 - 1203), que succeí a la seva mare com a duc

- El 1189, Constància es va casar amb Ranulf de Blondeville, comte de Chester, vescomte d'Avranches i de Bayeux. La separació de cossos i béns va tenir lloc el 1199.
- La duquessa es va casar en terceres noces el 1199 amb Guiu de Thouars. D'aquesta unió naixeren dues filles:

1. Alix de Thouars (Alícia, Azilis o Aelis) (1200 - 1221), futura esposa de Pere I Mauclerc
2. Caterina de Thouars (1201 - 1237/40), que es va casar amb Andreu III de Vitri.
3. Margarita de Thouars (1201 - 1216/20), que es va casar amb Jofré I de Rohan.[1]

## Govern
Constància fou l'hereva del tron de Bretanya. El 1166 el seu pare va abdicar al seu favor i va esdevenir duquessa de Bretanya, mentre que la realitat del poder fou en mans d'Enric II d'Anglaterra. En tant que espòs de Constància, Jofré o Geoffroi Plantagenet, fill del rei Enric II d'Anglaterra, fou proclamat duc de Bretanya amb el nom de Geoffroi o Jofré II de Bretanya el 1181, però va morir prematurament a causa de ferides rebudes en el transcurs d'un torneig organitzat el 19 d'agost de 1186 a París pel rei de França, Felip II.
Després de la mort del seu primer marit, Constància va exercir realment el poder a Bretanya, fins i tot després que es casés de nou amb Ranulf de Blondeville, comte de Chester i vescomte d'Avranches, que Enric II d'Anglaterra li havia imposat.
El 1196 va fer reconèixer al seu fill Artur, de només vuit anys, com a duc, per una assemblea general de l'aristocràcia. En reacció a aquest esdeveniment, que contrarestava els seus propòsits, Ricard Cor de Lleó la va fer segrestar pel seu propi marit i va estar empresonada a Pontorson o a Teillay. Una vegada alliberada, va fer anul·lar el seu matrimoni amb Ranulf i es va casar de nou amb Guiu de Thouars.
Va morir a Nantes entre l'1 i el 4 de setembre de 1201. El 24 de novembre de 1225 fou enterrada a l'abadia de Notre-dame de Villeneuve, situada al Sorinières, al sud de Nantes, de la qual havia ordenat la fundació l'any de la seva mort.